# سوینیی لو تام
شهر سوینیی لو تام (به فرانسوی: Savigny-le-Temple) در شهرستان سنه مرن در ناحیه ایل-دو-فرانس با جمعیت ۲۵٬۱۳۰ نفر در کشور فرانسه واقع شده‌است